# «Локомотив» (Новосибирск) в сезоне 2011/2012
«Локомотив» в сезоне 2011/2012 — статистика выступлений и деятельность клуба в Суперлиге чемпионата России по волейболу среди мужчин в сезоне 2011/12.

## Итоги прошедшего сезона (2010/2011)
По итогам сезона в Суперлиге команда «Локомотив» заняла 6-е место, проиграв «всухую» серию плей-офф в четвертьфинале «Локомотиву-Белогорье». В розыгрыше Кубка России команда, одержав в финале победу над московским «Динамо» со счётом 3:1, впервые в истории выиграла Кубок. Благодаря победе клуб получил право участвовать в Лиге чемпионов.

## Хронология событий
- 1 июля 2011 г.  в столице Австрии Вена прошла жеребьевка Европейской Лиги чемпионов. Вместе с «Локомотивом» в группе «Е» выступают чемпионы своих первенств:  Хипо Тироль и  Фенербахче, а также бронзовый призёр  Любе Банка Марче
- 27 июля 2011 г.  «Локомотив» ознакомил болельщиков с ценовой политикой на абонементы и входные билеты: 4000 рублей и от 300 до 100 рублей соответственно.
- 5 августа 2011 г.  Был подписан контракт с центральным блокирующем  Райаном Милларом — олимпийским чемпионом 2008.
- август 2011 г. На молодёжном чемпионате мира по волейболу в Аргентине сборная России заняла первое место. В составе «золотой» команды был игрок дубля «Локомотива» — Богдан Гливенко.
- август 2011 г. В финальном турнире Мировой лиги в Польше сборная России первое место. В составе «золотой» команды играл игрок «Локомотива» — Александр Бутько.
- август 2011 г. На играх летней Универсиады в Китае сборная России заняла первое место. В составе «золотой» команды играл игрок «Локомотива» — Антон Дубровин.
- 24 и 25 августа 2011 г. команда «Локомотив» в Новосибирске сыграла два товарищеских матча с «Кузбассом»: 4:1 (25:18, 25:21, 25:18, 25:22, 11:15) и 2:3 (25:22, 21:25, 26:28, 25:15, 11:15).
- 28 августа 2011 г. В Кемерово состоялся розыгрыш Кубок Губернатора Кемеровской области в формате одного матча, «Локомотив» проиграл «Кузбассу» — 1:4 (20:25, 22:25, 21:25, 25:18, 10:15)
- ноябрь 2011 г. В розыгрыше Кубка мира по волейболу в Японии сборная России заняла первое место. В составе «золотой» команды играли игроки «Локомотива» — Александр Бутько и Денис Бирюков.
- 28 декабря 2011 г.  «Локомотив», одержав победу в финале над кемеровским «Кузбассом», во второй раз подряд стал обладателем Кубка России. Клуб получил право участвовать в Лиге чемпионов 2012/13. По итогам турнира были определены лучшие игроки. Волейболистам «Локомотива» были присуждены следующие призы:
  - MVP Финала восьми — Майкл Санчес
  - Лучший блокирующий — Артём Вольвич
- 19 января 2012 г. в Люксембурге прошла жеребьевка состоялась жеребьевка плей-офф 12 Лиги чемпионов. Команда сыграет с командой «Дженерали Хахинг» Унтерхахинг (Германия) - обладателем Кубка Германии 2010/11.
- 19 апреля 2012 г.  «Локомотив» завершил сезон уступив «Искре» в серии за 3-е место (1-2). Итоговый результат в чемпионате России сезона 2011/12 — 4-е место.

## Трансферная политика

### Пришли
| Поз. | Игрок              | Прежний клуб        |
| ---- | ------------------ | ------------------- |
| Доиг | Лукаш Дивиш        | Ястшембский Венгель |
| Диаг | Майкл Санчес       | Сьюдад-Гавана       |
| Доиг | Денис Бирюков      | Газпром-Югра        |
| Доиг | Илья Жилин         | Факел               |
| Цб   | Артём Вольвич      | Урал                |
| ЦБ   | Райан Миллар       | Ресовия             |
| Либ  | Константин Сиденко | Динамо-Янтарь       |

### Ушли
| Поз. | Игрок             | Новый клуб              |
| ---- | ----------------- | ----------------------- |
| Цб   | Матиас Раймейкерс | Белогорье-Металлоинвест |
| Доиг | Андрей Дьячков    | Модена                  |
| Диаг | Николай Павлов    | Динамо М                |
| Доиг | Николай Леоненко  | Динамо Кр               |
| Доиг | Юрий Шакиров      |                         |
| Либ  | Валерий Комаров   | Урал                    |

## Суперкубок России
| 28 сентября 2011 16:00 MSK | \| «Локомотив» \| 0:3 отчёт \| «Зенит» \| \| Майкл Санчес (21) Лукаш Дивиш (13) Андрей Ащев (5) Александр Кривец (5) Александр Бутько (1) Антон Дубровин (1) Филипп Воронков (1) Андрей Зубков (0) Денис Бирюков (0) Валентин Голубев (л) \| Голы \| Максим Михайлов (28) Евгений Сивожелез (10) Юрий Бережко (8) Александр Волков (7) Николай Апаликов (4) Валерио Вермильо (1) Александр Гуцалюк (0) Алексей Обмочаев (л) \| | Новосибирск СКК «Север» Зрителей: 3 000 |
| Счёт по партиям — 23:25, 27:29, 21:25. Время матча — 1 час 25 минут. | | |
| СМИ: Чемпион начинает и выигрывает // Чемпионат.ру | | |
| «Локомотив» | 0:3 отчёт | «Зенит» |
| Майкл Санчес (21) Лукаш Дивиш (13) Андрей Ащев (5) Александр Кривец (5) Александр Бутько (1) Антон Дубровин (1) Филипп Воронков (1) Андрей Зубков (0) Денис Бирюков (0) Валентин Голубев (л) | Голы | Максим Михайлов (28) Евгений Сивожелез (10) Юрий Бережко (8) Александр Волков (7) Николай Апаликов (4) Валерио Вермильо (1) Александр Гуцалюк (0) Алексей Обмочаев (л) |

| Локомотив |                         | Зенит |
| --------- | ----------------------- | ----- |
| 4         | Подача (очки)           | 3     |
| 41        | Атака (очки)            | 50    |
| 9         | Блок (очки)             | 5     |
| 25        | Ошибки соперника (очки) | 22    |

## Чемпионат России
Дивизион «ВОСТОК»

### 1-й тур
| 1 октября 2011 года 16:00 MSK отчёт | Факел | 3 : 0 (25:23, 29:27, 25:17) | Локомотив | КСЦ «Газодобытчик», Новый Уренгой |

| Отчёт                                                                                            | Отчёт | Отчёт | Отчёт | Отчёт |
| ------------------------------------------------------------------------------------------------ | ----- | --- | ----- | ----- |
|                                                                                                  |       | |       |       |
|                                                                                                  |       | |       |       |
|                                                                                                  |       | |       |       |
| Пантелеймоненко (27) Бакун (15) Абросимов (8) Полтавский (6) Крицкий (6) Макаров (2) Соколов (л) |       | Воронков (13) Бирюков (13) Кривец (8) Ащев (7) Дивиш (2) Дубровин (2) Бутько (2) Голубев (л) Сиденко (л) Зубков (0) Жилин (0). |       |       |
|                                                                                                  |       | |       |       |
|                                                                                                  |       | |       |       |
|                                                                                                  |       | |       |       |
|                                                                                                  |       | |       |       |
|                                                                                                  |       | |       |       |

| Факел |                         | Локомотив |
| ----- | ----------------------- | --------- |
| 7     | Подача (очки)           | 2         |
| 53    | Атака (очки)            | 35        |
| 4     | Блок (очки)             | 10        |
| 15    | Ошибки соперника (очки) | 20        |

Время матча — 1 час 23 минуты. Лучшие по версии газеты Спорт-Экспресс: 1. Пантелеймоненко (Ф). 2. Бакун (Ф). 3. Бирюков (Л).

### 2-й тур
| 5 октября 2011 года 17:00 MSK отчёт | Локомотив-Изумруд | 0 : 3 (19:25, 19:25, 25:27) | Локомотив | ДИВС «Уралочка», Екатеринбург |

| Отчёт | Отчёт | Отчёт                                                                           | Отчёт | Отчёт |
| --- | ----- | ------------------------------------------------------------------------------- | ----- | ----- |
| |       |                                                                                 |       |       |
| |       |                                                                                 |       |       |
| |       |                                                                                 |       |       |
| Терешин (10) Пархомчук (7) Шулепов (7) Егоров (5) Багрей (2) Смоляр (1) Ткачев (1) Рукавишников (1) Снегирев (л) |       | Воронков (14) Дивиш (11) Ащев (9) Кривец (6) Бирюков (5) Бутько (2) Сиденко (л) |       |       |
| |       |                                                                                 |       |       |
| |       |                                                                                 |       |       |
| |       |                                                                                 |       |       |
| |       |                                                                                 |       |       |
| |       |                                                                                 |       |       |

| Лок-Изум |                         | Локомотив |
| -------- | ----------------------- | --------- |
| 2        | Подача (очки)           | 1         |
| 27       | Атака (очки)            | 35        |
| 5        | Блок (очки)             | 11        |
| 29       | Ошибки соперника (очки) | 30        |

Время матча — 1 час 17 минут. Лучшие по версии газеты Спорт-Экспресс: 1. Дивиш (Л). 2. Ащев (Л). 3. Бутько (Л).

### 3-й тур
| 23 октября 2011 года 17:00 MSK отчёт | Урал | 3 : 2 (24:26, 25:14, 25:27, 25:23, 16:14) | Локомотив | СДК «Динамо», Уфа |

| Отчёт                                                                                                 | Отчёт | Отчёт | Отчёт | Отчёт |
| --- | ----- | --- | ----- | ----- |
| |       | |       |       |
| |       | |       |       |
| |       | |       |       |
| Стэнли (36) Ботин (16) Казаков (15) Куликовский (13) Афиногенов (10) Корнеев (1) Болл (1) Комаров (л) |       | Воронков (25) Дивиш (10) Кривец (10) Бирюков (10) Ащев (9) Дубровин (7) Вольвич (7) Бутько (4) Голубев (1) (л) Жилин (0) Зубков (0) Сиденко (л) |       |       |
| |       | |       |       |
| |       | |       |       |
| |       | |       |       |
| |       | |       |       |
| |       | |       |       |

| Урал |                         | Локомотив |
| ---- | ----------------------- | --------- |
| 9    | Подача (очки)           | 5         |
| 74   | Атака (очки)            | 65        |
| 9    | Блок (очки)             | 13        |
| 23   | Ошибки соперника (очки) | 21        |

Время матча — 2 час 05 минут. Лучшие по версии газеты Спорт-Экспресс: 1. Болл (У). 2. Стэнли (У). 3. Воронков (Л).

### 4-й тур
| 29 октября 2011 года 16:00 MSK отчёт | Локомотив | 1 : 3 (28:26, 23:25, 18:25, 19:25) | Зенит | СКК «Север», Новосибирск |

| Отчёт | Отчёт | Отчёт                                                                                        | Отчёт | Отчёт |
| --- | ----- | -------------------------------------------------------------------------------------------- | ----- | ----- |
| |       |                                                                                              |       |       |
| |       |                                                                                              |       |       |
| |       |                                                                                              |       |       |
| Воронков (19) Дивиш (14) Бирюков (13) Кривец (6) Ащев (4) Вольвич (2) Бутько (2) Дубровин (1) Зубков (0) Жилин (0) Голубев (л) Сиденко (л) |       | Михайлов (22) Апаликов (18) Волков (15) Сивожелез (13) Придди (11) Вермильо (2) Обмочаев (л) |       |       |
| |       |                                                                                              |       |       |
| |       |                                                                                              |       |       |
| |       |                                                                                              |       |       |
| |       |                                                                                              |       |       |
| |       |                                                                                              |       |       |

| Локомотив |                         | Зенит |
| --------- | ----------------------- | ----- |
| 5         | Подача (очки)           | 4     |
| 48        | Атака (очки)            | 69    |
| 8         | Блок (очки)             | 8     |
| 27        | Ошибки соперника (очки) | 20    |

Время матча — 1 час 53 минуты. Лучшие по версии газеты Спорт-Экспресс: 1. Апаликов (З). 2. Волков (З). 3. Михайлов (З).

### 5-й тур
| 1 ноября 2011 года 16:00 MSK Отчёт | Локомотив | 3 : 0 (25:23, 25:21, 25:12) | Губерния | СКК «Север», Новосибирск |

| Отчёт                                                                                                   | Отчёт | Отчёт                                                                                              | Отчёт | Отчёт |
| --- | ----- | -------------------------------------------------------------------------------------------------- | ----- | ----- |
| |       | |       |       |
| |       | |       |       |
| |       | |       |       |
| Дивиш (16) Воронков (14) Бирюков (10) Ащев (9) Кривец (6) Бутько (4) Дубровин (0) Жилин (0) Голубев (л) |       | Мочалов (9) Кадочкин (8) Сергиенко (7) Тюрин (7) Ойванен (6) Носенко (3) Лямин (1) Петропавлов (л) |       |       |
| |       | |       |       |
| |       | |       |       |
| |       | |       |       |
| |       | |       |       |
| |       | |       |       |

| Локомотив |                         | Губерния |
| --------- | ----------------------- | -------- |
| 3         | Подача (очки)           | 5        |
| 47        | Атака (очки)            | 34       |
| 9         | Блок (очки)             | 2        |
| 16        | Ошибки соперника (очки) | 15       |

Время матча — 1 час 15 минут. Лучшие по версии газеты Спорт-Экспресс: 1. Дивиш (Л). 2. Воронков (Л). 3. Бутько (Л).

### 6-й тур
| 10 декабря 2011 года 14:00 MSK отчёт | Локомотив | 0 : 3 (22:25, 17:25, 19:25) | Кузбасс | СКК «Север», Новосибирск |

| Отчёт | Отчёт | Отчёт | Отчёт | Отчёт |
| --- | ----- | --- | ----- | ----- |
| |       | |       |       |
| |       | |       |       |
| |       | |       |       |
| Санчес (13) Бирюков (9) Вольвич (7) Дубровин (4) Ащев (3) Дивиш (1) Зубков (1) Голубев (л) Воронков (0) Кривец (0) Жилин (0) Бутько (0) |       | Андрэ (16) Мороз (16) Туиа (6) Щербаков (5) Ушаков (3) Порошин (2) Красноперв (1) Махортов (1) Галатов (л) |       |       |
| |       | |       |       |
| |       | |       |       |
| |       | |       |       |
| |       | |       |       |
| |       | |       |       |

| Локомотив |                         | Кузбасс |
| --------- | ----------------------- | ------- |
| 0         | Подача (очки)           | 5       |
| 20        | Атака (очки)            | 27      |
| 3         | Блок (очки)             | 4       |
| 35        | Ошибки соперника (очки) | 33      |

Время матча — 1 час 10 минут. Лучшие по версии газеты Спорт-Экспресс: 1. Андрэ (К). 2. Мороз (К). 3. Ушаков (К)

### 7-й тур
| 17 декабря 2011 года 16:00 MSK Отчёт | Газпром-Югра | 1 : 3 (26:24, 23:25, 20:25, 22:25) | Локомотив | СК «Премьер-Арена», Сургут |

| Отчёт                                                                                     | Отчёт | Отчёт                                                                                         | Отчёт | Отчёт |
| ----------------------------------------------------------------------------------------- | ----- | --------------------------------------------------------------------------------------------- | ----- | ----- |
|                                                                                           |       |                                                                                               |       |       |
|                                                                                           |       |                                                                                               |       |       |
|                                                                                           |       |                                                                                               |       |       |
| Алексиев (21) Родичев (16) Мысин (14) Тодоров (6) Проскурня (6) Бестужев (4) Снегирев (л) |       | Санчес (22) Дивиш (20) Бирюков (10) Ащев (10) Вольвич (9) Бутько (5) Воронков (0) Голубев (л) |       |       |
|                                                                                           |       |                                                                                               |       |       |
|                                                                                           |       |                                                                                               |       |       |
|                                                                                           |       |                                                                                               |       |       |
|                                                                                           |       |                                                                                               |       |       |
|                                                                                           |       |                                                                                               |       |       |

| Газ-Югра |                         | Локомотив |
| -------- | ----------------------- | --------- |
| 4        | Подача (очки)           | 5         |
| 58       | Атака (очки)            | 58        |
| 5        | Блок (очки)             | 13        |
| 24       | Ошибки соперника (очки) | 23        |

Время матча — 1 час 52 минуты. Лучшие по версии газеты Спорт-Экспресс: 1. Санчес (Л). 2. Дивиш (Л). 3. Алексиев (Г)

### 8-й тур
| 4 января 2012 года 14:00 MSK Отчёт | Локомотив | 3 : 2 (25:13, 27:29, 25:18, 21:25, 15:12) | Локомотив-Изумруд | СКК «Север», Новосибирск |

| Отчёт | Отчёт | Отчёт | Отчёт | Отчёт |
| --- | ----- | --- | ----- | ----- |
| |       | |       |       |
| |       | |       |       |
| |       | |       |       |
| Вольвич (19) Дивиш (18) Воронков (14) Жилин (11) Бирюков (10) Ащев (9) Санчес (8) Бутько (1) Голубев (л) |       | Терешин (17) Егоров (14) Шулепов (13) Пархомчук (12) Смоляр (9) Петров (4) Нортенко (2) Багрей (2) Шишкин (л) |       |       |
| |       | |       |       |
| |       | |       |       |
| |       | |       |       |
| |       | |       |       |
| |       | |       |       |

| Локомотив |                         | Лок-Изум |
| --------- | ----------------------- | -------- |
| 7         | Подача (очки)           | 4        |
| 71        | Атака (очки)            | 64       |
| 12        | Блок (очки)             | 5        |
| 23        | Ошибки соперника (очки) | 24       |

Время матча — 1 час 57 минут. Лучшие по версии газеты Спорт-Экспресс: 1. Вольвич (Л). 2. Дивиш (Л). 3. Пархомчук (ЛИ)

### 9-й тур
| 7 января 2012 года 14:00 MSK Отчёт | Локомотив | 3 : 1 (27:25, 24:26, 25:22, 25:18) | Урал | СКК «Север», Новосибирск |

| Отчёт | Отчёт | Отчёт | Отчёт | Отчёт |
| --- | ----- | --- | ----- | ----- |
| |       | |       |       |
| |       | |       |       |
| |       | |       |       |
| Санчес (26) Бирюков (13) Ащев (11) Дивиш (10) Вольвич (6) Бутько (4) Зубков (1) Воронков (1) Жилин (0) Голубев (л) |       | Рока (19) Максимов (15) Самойленко (10) Казаков (7) Ботин (5) Болл (4) Афиногенов (3) Куликовский (1) Комаров (л) Безруков (л) |       |       |
| |       | |       |       |
| |       | |       |       |
| |       | |       |       |
| |       | |       |       |
| |       | |       |       |

| Локомотив |                         | Урал |
| --------- | ----------------------- | ---- |
| 6         | Подача (очки)           | 3    |
| 51        | Атака (очки)            | 53   |
| 15        | Блок (очки)             | 8    |
| 29        | Ошибки соперника (очки) | 27   |

Время матча — 1 час 48 минут. Лучшие по версии газеты Спорт-Экспресс: 1. Санчес (Л). 2. Болл (У). 3. Воронков (Л)

### 10-й тур
| 15 января 2012 года 14:00 MSK отчёт | Зенит | 3 : 2 (20:25, 17:25, 25:20, 25:23, 17:15) | Локомотив | Центр волейбола «Санкт-Петербург», Казань Зрителей: 3100 |

| Отчёт | Отчёт | Отчёт | Отчёт | Отчёт |
| --- | ----- | --- | ----- | ----- |
| |       | |       |       |
| |       | |       |       |
| |       | |       |       |
| Михайлов (30) Придди (13) Сивожелез (12) Апаликов (10) Черемисин (6) Гуцалюк (6) Обмочаев (л) Бабичев (л) |       | Санчес (33) Дивиш (16) Бирюков (15) Ащев (8) Вольвич (7) Бутько (5) Воронков (1) Зубков (0) Жилин (0) Дубровин (0) Голубев (л) |       |       |
| |       | |       |       |
| |       | |       |       |
| |       | |       |       |
| |       | |       |       |
| |       | |       |       |

| Зенит |                         | Локомотив |
| ----- | ----------------------- | --------- |
| 8     | Подача (очки)           | 5         |
| 64    | Атака (очки)            | 67        |
| 7     | Блок (очки)             | 13        |
| 27    | Ошибки соперника (очки) | 23        |

Время матча — 2 часа 05 минут. Лучшие по версии газеты Спорт-Экспресс: 1. Михайлов (З). 2. Санчес (Л). 3. Бирюков (Л)

### 11-й тур
| 21 января 2012 года 14:00 MSK отчёт | Локомотив | 3 : 0 (25:22, 25:23, 25:22) | Факел | СКК «Север», Новосибирск |

| Отчёт | Отчёт | Отчёт | Отчёт | Отчёт |
| --- | ----- | --- | ----- | ----- |
| |       | |       |       |
| |       | |       |       |
| |       | |       |       |
| Санчес (15) Ащев (14) Дивиш (13) Вольвич (9) Бирюков (8) Воронков (1) Бутько (1) Жилин (0) Зубков (0) Голубев (л) Сиденко (л) |       | Бакун (20) Пантелеймоненко (12) Янич (7) Асташенков (6) Крицкий (6) Макаров (2) Красиков (2) Абросимов (1) Соколов (л) |       |       |
| |       | |       |       |
| |       | |       |       |
| |       | |       |       |
| |       | |       |       |
| |       | |       |       |

| Локомотив |                         | Факел |
| --------- | ----------------------- | ----- |
| 1         | Подача (очки)           | 6     |
| 52        | Атака (очки)            | 42    |
| 8         | Блок (очки)             | 8     |
| 14        | Ошибки соперника (очки) | 11    |

Время матча — 1 час 18 минут. Лучшие по версии газеты Спорт-Экспресс: 1. Ащев (Л). 2. Дивиш (Л). 3. Вольвич (Л)

### 12-й тур
| 24 января 2012 года 19:00 MSK отчёт | Губерния | 0 : 3 (18:25, 19:25, 21:25) | Локомотив | СК «Заречье», Нижний Новгород |

| Отчёт | Отчёт | Отчёт                                                                                                | Отчёт | Отчёт |
| --- | ----- | --- | ----- | ----- |
| |       | |       |       |
| |       | |       |       |
| |       | |       |       |
| Ковачивич (10) Кадочкин (9) Тюрин (9) Лямин (6) Сергиенко (2) Носенко (2) Ойванен (1) Самсонычев (1) Дранишников (л) |       | Санчес (18) Бирюков (11) Дивиш (9) Вольвич (7) Ащев (6) Бутько (5) Жилин (1) Голубев (л) Сиденко (л) |       |       |
| |       | |       |       |
| |       | |       |       |
| |       | |       |       |
| |       | |       |       |
| |       | |       |       |

| Губерния |                         | Локомотив |
| -------- | ----------------------- | --------- |
| 6        | Подача (очки)           | 8         |
| 32       | Атака (очки)            | 42        |
| 2        | Блок (очки)             | 7         |
| 18       | Ошибки соперника (очки) | 18        |

Время матча — 1 час 12 минут. Лучшие по версии газеты Спорт-Экспресс: 1. Санчес (Л). 2. Бутько (Л). 3. Бирюков (Л)

### 13-й тур
| 4 февраля 2012 года 15:00 MSK отчёт | Кузбасс | 2 : 3 (28:30, 25:19, 29:31, 29:27, 5:15) | Локомотив | СК «Горняк», Кемерово |

| Отчёт                                                                                         | Отчёт | Отчёт | Отчёт | Отчёт |
| --------------------------------------------------------------------------------------------- | ----- | --- | ----- | ----- |
|                                                                                               |       | |       |       |
|                                                                                               |       | |       |       |
|                                                                                               |       | |       |       |
| Мороз (28) Андрэ (20) Туиа (14) Щербаков (10) Ушаков (5) Махортов (4) Тарасов (1) Кашицин (л) |       | Санчес (34) Бирюков (14) Ащев (16) Дивиш (10) Вольвич (10) Добровин (4) Бутько (3) Воронков (1) Жилин (0) Зубков (0) Голубев (л) |       |       |
|                                                                                               |       | |       |       |
|                                                                                               |       | |       |       |
|                                                                                               |       | |       |       |
|                                                                                               |       | |       |       |
|                                                                                               |       | |       |       |

| Кузбасс |                         | Локомотив |
| ------- | ----------------------- | --------- |
| 9       | Подача (очки)           | 5         |
| 66      | Атака (очки)            | 82        |
| 10      | Блок (очки)             | 13        |
| 30      | Ошибки соперника (очки) | 24        |

Время матча — 2 часа 16 минут. Лучшие по версии газеты Спорт-Экспресс: 1. Санчес (Л). 2. Андрэ (К) 3. Бутько (Л).

### 14-й тур
| 11 февраля 2012 года 14:00 MSK отчёт | Локомотив | 3 : 0 (25:19, 25:16, 25:22) | Газпром-Югра | СКК «Север», Новосибирск |

| Отчёт | Отчёт | Отчёт | Отчёт | Отчёт |
| --- | ----- | --- | ----- | ----- |
| |       | |       |       |
| |       | |       |       |
| |       | |       |       |
| Санчес (11) Бирюков (10) Ащев (8) Дивиш (8) Вольвич (7) Бутько (2) Жилин (1) Кривец (1) Воронков (0) Голубев (л) |       | Алексиев (6) Родичев (6) Леонтьев (5) Ершов (4) Бестужев (4) Проскурня (4) Лучин (3) Мысин (2) Хабибуллин (1) Снегирев (л) Мартынюк (л) |       |       |
| |       | |       |       |
| |       | |       |       |
| |       | |       |       |
| |       | |       |       |
| |       | |       |       |

| Локомотив |                         | ГазЮгра |
| --------- | ----------------------- | ------- |
| 5         | Подача (очки)           | 3       |
| 31        | Атака (очки)            | 30      |
| 12        | Блок (очки)             | 2       |
| 27        | Ошибки соперника (очки) | 22      |

Время матча — 1 час 17 минут. Лучшие по версии газеты Спорт-Экспресс: 1. Санчес (Л). 2. Ащев (Л). 3. Бутько (Л)

### Движение команды по турам
| 7 |

| 4 |

| 5 |

| 6 |

| 4 |

| 6 |

| 4 |

| 4 |

| 3 |

| 4 |

| 3 |

| 2 |

| 2 |

| 2 |

| Суперлига | Место в таблице |

| Суперлига | Место в таблице |

### Турнирная таблица
|                                       | И  | В  | П  | 3:0 | 3:1 | 3:2 | 2:3 | 1:3 | 0:3 | С/П   | О  |
| ------------------------------------- | -- | -- | -- | --- | --- | --- | --- | --- | --- | ----- | -- |
| 1. «Зенит» (Казань)                   | 14 | 13 | 1  | 7   | 4   | 2   | 0   | 0   | 1   | 39:11 | 37 |
| 2. «Локомотив» (Новосибирск)          | 14 | 9  | 5  | 5   | 2   | 2   | 2   | 1   | 2   | 32:21 | 27 |
| 3. «Кузбасс» (Кемерово)               | 14 | 8  | 6  | 3   | 3   | 2   | 2   | 2   | 2   | 30:25 | 24 |
| 4. «Урал» (Уфа)                       | 14 | 8  | 6  | 2   | 4   | 2   | 1   | 3   | 2   | 29:26 | 23 |
| 5. «Факел» (Новый Уренгой)            | 14 | 8  | 6  | 3   | 4   | 1   | 0   | 2   | 4   | 26:24 | 23 |
| 6. «Газпром-Югра» (Сургут)            | 14 | 4  | 10 | 1   | 3   | 0   | 4   | 4   | 2   | 24:33 | 16 |
| 7. «Губерния» (Нижний Новгород)       | 14 | 3  | 11 | 2   | 0   | 1   | 1   | 5   | 5   | 16:35 | 9  |
| 8. «Локомотив-Изумруд» (Екатеринбург) | 14 | 3  | 11 | 1   | 1   | 1   | 1   | 4   | 6   | 15:36 | 9  |

### Четвертьфинал
Первый матч
| 5 марта 2012 года 16:00 MSK отчёт | Локомотив | 3 : 2 (17:25, 25:16, 23:25, 25:22, 16:14) | Урал | СКК «Север», Новосибирск |

| Отчёт | Отчёт | Отчёт | Отчёт | Отчёт |
| --- | ----- | --- | ----- | ----- |
| |       | |       |       |
| |       | |       |       |
| |       | |       |       |
| Санчес (29) Жилин (16) Дивиш (12) Вольвич (11) Ащев (8) Воронков (2) Бутько (2) Бирюков (1) Зубков (1) Дубровин (1) Голубев (л) Сиденко (л) |       | Рока (20) Максимов (19) Афиногенов (10) Казаков (8) Ботин (6) Болл (5) Куликовский (2) Самойленко (1) Комаров (л) |       |       |
| |       | |       |       |
| |       | |       |       |
| |       | |       |       |
| |       | |       |       |
| |       | |       |       |

| Локомотив |                         | Урал |
| --------- | ----------------------- | ---- |
| 5         | Подача (очки)           | 5    |
| 62        | Атака (очки)            | 50   |
| 16        | Блок (очки)             | 16   |
| 23        | Ошибки соперника (очки) | 31   |

Время матча — 2 часа 00 минут. Лучшие по версии газеты Спорт-Экспресс: 1. Санчес (Л). 2. Афиногенов (У) 3. Болл (У).
Второй матч
| 8 марта 2012 года 16:00 MSK отчёт | Урал | 0 : 3 (23:25, 14:25, 18:25) | Локомотив | СДК «Динамо», Уфа |

| Отчёт                                                                                            | Отчёт | Отчёт                                                                                                 | Отчёт | Отчёт |
| ------------------------------------------------------------------------------------------------ | ----- | --- | ----- | ----- |
|                                                                                                  |       | |       |       |
|                                                                                                  |       | |       |       |
|                                                                                                  |       | |       |       |
| Максимов (11) Ботин (10) Казаков (7) Рока (6) Самойленко (5) Афиногенов (2) Болл (1) Комаров (л) |       | Бирюков (12) Санчес (11) Дивиш (9) Ащев (9) Вольвич (6) Бутько (6) Воронков (3) Жилин (0) Голубев (л) |       |       |
|                                                                                                  |       | |       |       |
|                                                                                                  |       | |       |       |
|                                                                                                  |       | |       |       |
|                                                                                                  |       | |       |       |
|                                                                                                  |       | |       |       |

| Урал |                         | Локомотив |
| ---- | ----------------------- | --------- |
| 2    | Подача (очки)           | 4         |
| 34   | Атака (очки)            | 32        |
| 6    | Блок (очки)             | 20        |
| 13   | Ошибки соперника (очки) | 19        |

Время матча — 1 час 13 минут. Лучшие по версии газеты Спорт-Экспресс: 1. Бутько (Л). 2. Санчес (Л) 3. Бирюков (Л).

### Полуфинал
Первый матч
| 24 марта 2012 года 19:00 MSK отчёт | Зенит | 3 : 2 (18:25, 23:25, 25:19, 25:23, 15:8) | Локомотив | Центр волейбола «Санкт-Петербург», Казань Зрителей: 3700 |

| Отчёт | Отчёт | Отчёт | Отчёт | Отчёт |
| --- | ----- | --- | ----- | ----- |
| |       | |       |       |
| |       | |       |       |
| |       | |       |       |
| Михайлов (21) Черемисин (16) Сивожелез (14) Волков (12) Апаликов (11) Вермильо (5) Придди (3) Бережко (1) Гуцалюк (1) Обмочаев (л) Бабичев (л) |       | Санчес (19) Бирюков (14) Вольвич (13) Дубровин (12) Ащев (10) Бутько (3) Воронков (1) Зубков (0) Жилин (0) Голубев (л) Сиденко (л) |       |       |
| |       | |       |       |
| |       | |       |       |
| |       | |       |       |
| |       | |       |       |
| |       | |       |       |

| Зенит |                         | Локомотив |
| ----- | ----------------------- | --------- |
| 13    | Подача (очки)           | 7         |
| 53    | Атака (очки)            | 47        |
| 18    | Блок (очки)             | 18        |
| 22    | Ошибки соперника (очки) | 28        |

Время матча — 1 час 53 минуты. Лучшие по версии газеты Спорт-Экспресс: 1. Михайлов (З). 2. Черемисин (З) 3. Вольвич (Л).
Второй матч
| 25 марта 2012 года 20:00 MSK отчёт | Зенит | 3 : 1 (25:21, 22:25, 25:14, 25:23) | Локомотив | Центр волейбола «Санкт-Петербург», Казань Зрителей: 4100 |

| Отчёт                                                                                                  | Отчёт | Отчёт | Отчёт | Отчёт |
| --- | ----- | --- | ----- | ----- |
| |       | |       |       |
| |       | |       |       |
| |       | |       |       |
| Михайлов (26) Сивожелез (12) Волков (12) Придди (9) Апаликов (6) Вермильо (4) Обмочаев (л) Бабичев (л) |       | Бирюков (22) Санчес (14) Жилин (8) Ащев (5) Бутько (3) Кривец (3) Вольвич (2) Воронков (1) Зубков (0) Голубев (л) Сиденко (л) |       |       |
| |       | |       |       |
| |       | |       |       |
| |       | |       |       |
| |       | |       |       |
| |       | |       |       |

| Зенит |                         | Локомотив |
| ----- | ----------------------- | --------- |
| 8     | Подача (очки)           | 4         |
| 53    | Атака (очки)            | 51        |
| 9     | Блок (очки)             | 7         |
| 27    | Ошибки соперника (очки) | 21        |

Время матча — 1 час 41 минута. Лучшие по версии газеты Спорт-Экспресс: 1. Михайлов (З). 2. Бирюков (Л) 3. Волков (З).
Третий матч
| 1 апреля 2012 года 14:00 MSK отчёт | Локомотив | 2 : 3 (19:25, 25:20, 17:25, 25:20, 8:15) | Зенит | СКК «Север», Новосибирск Зрителей: 3500 |

| Отчёт | Отчёт | Отчёт | Отчёт | Отчёт |
| --- | ----- | --- | ----- | ----- |
| |       | |       |       |
| |       | |       |       |
| |       | |       |       |
| Санчес (22) Бирюков (16) Жилин (6) Ащев (6) Бутько (5) Вольвич (5) Дубровин (1) Зубков (0) Воронков (0) Голубев (л) |       | Михайлов (25) Волков (19) Апаликов (13) Сивожелез (10) Бережко (9) Придди (6) Вермильо (2) Черемисин (2) Обмочаев (л) |       |       |
| |       | |       |       |
| |       | |       |       |
| |       | |       |       |
| |       | |       |       |
| |       | |       |       |

| Локомотив |                         | Зенит |
| --------- | ----------------------- | ----- |
| 5         | Подача (очки)           | 11    |
| 48        | Атака (очки)            | 61    |
| 9         | Блок (очки)             | 12    |
| 32        | Ошибки соперника (очки) | 21    |

Время матча — 1 час 57 минут. Лучшие по версии газеты Спорт-Экспресс: 1. Михайлов (З). 2. Сивожелез (З) 3. Санчес (Л).

### За 3-е место
Первый матч
| 12 апреля 2012 года 19:00 MSK отчёт | Искра | 3 : 2 (18:25, 23:25, 25:19, 25:23, 15:8) | Локомотив | Волейбольный центр Московской области, Одинцово |

| Отчёт | Отчёт | Отчёт | Отчёт | Отчёт |
| --- | ----- | --- | ----- | ----- |
| |       | |       |       |
| |       | |       |       |
| |       | |       |       |
| Спиридонов (20) Шопс (16) Абрамов (10) Богомолов (9) Кулешов (8) Депестель (6) Динейкин (4) Бурцев (1) Вербов (л) |       | Санчес (20) Бирюков (20) Жилин (17) Ащев (12) Вольвич (6) Бутько (1) Воронков (1) Дубровин (0) Зубков (0) Дивиш (0) Голубев (л) Сиденко (л) |       |       |
| |       | |       |       |
| |       | |       |       |
| |       | |       |       |
| |       | |       |       |
| |       | |       |       |

| Искра |                         | Локомотив |
| ----- | ----------------------- | --------- |
| 7     | Подача (очки)           | 8         |
| 59    | Атака (очки)            | 55        |
| 8     | Блок (очки)             | 14        |
| 31    | Ошибки соперника (очки) | 27        |

Время матча — 1 час 59 минут. Лучшие по версии газеты Спорт-Экспресс: 1. Спиридонов (И). 2. Шопс (И) 3. Бирюков (Л).
Второй матч
| 16 апреля 2012 года 16:00 MSK отчёт | Локомотив | 3 : 0 (27:25, 25:22, 25:16) | Искра | СКК «Север», Новосибирск |

| Отчёт                                                                                         | Отчёт | Отчёт | Отчёт | Отчёт |
| --------------------------------------------------------------------------------------------- | ----- | --- | ----- | ----- |
|                                                                                               |       | |       |       |
|                                                                                               |       | |       |       |
|                                                                                               |       | |       |       |
| Санчес (16) Дивиш (10) Бирюков (10) Вольвич (8) Бутько (2) Воронков (1) Жилин (0) Голубев (л) |       | Спиридонов (14) Данилов (11) Шопс (7) Богомолов (5) Кулешов (5) Депестель (2) Мосов (1) Лесик (1) Бурцев (1) Вербов (л) |       |       |
|                                                                                               |       | |       |       |
|                                                                                               |       | |       |       |
|                                                                                               |       | |       |       |
|                                                                                               |       | |       |       |
|                                                                                               |       | |       |       |

| Локомотив |                         | Искра |
| --------- | ----------------------- | ----- |
| 7         | Подача (очки)           | 4     |
| 36        | Атака (очки)            | 40    |
| 9         | Блок (очки)             | 3     |
| 25        | Ошибки соперника (очки) | 16    |

Время матча — 1 час 20 минут. Лучшие по версии газеты Спорт-Экспресс: 1. Бутько (Л). 2. Санчес (Л) 3. Вольвич (Л).
Третий матч
| 19 апреля 2012 года отчёт 19:00 MSK | Искра | 3 : 1 (25:20, 25:20, 21:25, 25:22) | Локомотив | Волейбольный центр Московской области, Одинцово |

| Отчёт | Отчёт | Отчёт | Отчёт | Отчёт |
| --- | ----- | --- | ----- | ----- |
| |       | |       |       |
| |       | |       |       |
| |       | |       |       |
| Спиридонов (18) Абрамов(15) Богомолов (10) Кулешов (10) Шопс (8) Динейкин (5) Депестель (3) Данилов (1) Вербов (л) |       | Санчес (17) Бирюков (9) Вольвич (9) Ащев (9) Дивиш (8) Бутько (4) Дубровин (2) Воронков (1) Жилин (1) Зубков (0) Голубев (л) Сиденко (л) |       |       |
| |       | |       |       |
| |       | |       |       |
| |       | |       |       |
| |       | |       |       |
| |       | |       |       |

| Искра |                         | Локомотив |
| ----- | ----------------------- | --------- |
| 6     | Подача (очки)           | 2         |
| 51    | Атака (очки)            | 43        |
| 13    | Блок (очки)             | 15        |
| 26    | Ошибки соперника (очки) | 27        |

Время матча — 1 час 47 минут. Лучшие по версии газеты Спорт-Экспресс: 1. Абрамов (И). 2. Спиридонов (И) 3. Богомолов (И).

## Кубок России

### 1-й групповой турнир
| 2 сентября 2011 13:00 MSK отчёт | Локомотив | 3 : 0 (25:11, 25:18, 25:19) | Енисей-Дорожник | СК "Премьер-Арена", Сургут |

| Отчёт                                                                | Отчёт | Отчёт                                                                        | Отчёт | Отчёт |
| -------------------------------------------------------------------- | ----- | ---------------------------------------------------------------------------- | ----- | ----- |
|                                                                      |       |                                                                              |       |       |
|                                                                      |       |                                                                              |       |       |
|                                                                      |       |                                                                              |       |       |
| Дубровин (13) Воронков (12) Зубков (8) Кривец (8) Жилин (8) Ащев (5) |       | Гурченко (11) Андриянов (9) Сухарев (8) Поляков (7) Милков (3) Анкудович (2) |       |       |
|                                                                      |       |                                                                              |       |       |
|                                                                      |       |                                                                              |       |       |
|                                                                      |       |                                                                              |       |       |
|                                                                      |       |                                                                              |       |       |
|                                                                      |       |                                                                              |       |       |

| 3 сентября 2011 17:00 MSK отчёт | Локомотив | 3 : 0 (25:19; 26:24; 26:24) | Газпром-Югра | СК "Премьер-Арена", Сургут |

| Отчёт                                                                            | Отчёт | Отчёт                                                                                | Отчёт | Отчёт |
| -------------------------------------------------------------------------------- | ----- | ------------------------------------------------------------------------------------ | ----- | ----- |
|                                                                                  |       |                                                                                      |       |       |
|                                                                                  |       |                                                                                      |       |       |
|                                                                                  |       |                                                                                      |       |       |
| Воронков (21) Ащев (13) Санчес (11) Жилин (6) Дубровин (4) Зубков (3) Кривец (2) |       | Мысин (17) Родичев (8) Леонтьев (6) Кобзарь (5) Проскурня (5) Ершов (5) Бестужев (1) |       |       |
|                                                                                  |       |                                                                                      |       |       |
|                                                                                  |       |                                                                                      |       |       |
|                                                                                  |       |                                                                                      |       |       |
|                                                                                  |       |                                                                                      |       |       |
|                                                                                  |       |                                                                                      |       |       |

| 4 сентября 2011 15:00 MSK отчёт | Кузбасс | 3 : 1 (19:25, 25:21, 25:20, 29:27) | Локомотив | СК "Премьер-Арена", Сургут |

| Отчёт                                                                                  | Отчёт | Отчёт                                                                                        | Отчёт | Отчёт |
| -------------------------------------------------------------------------------------- | ----- | -------------------------------------------------------------------------------------------- | ----- | ----- |
|                                                                                        |       |                                                                                              |       |       |
|                                                                                        |       |                                                                                              |       |       |
|                                                                                        |       |                                                                                              |       |       |
| Тарасов (26) Щербаков (16) Мороз (9) Красноперов (9) Порошин (9) Хрищук (7) Ушаков (3) |       | Санчес (18) Дубровин (17) Жилин (12) Кривец (9) Ащев (8) Воронков (8) Зубков (1) Осипов (1). |       |       |
|                                                                                        |       |                                                                                              |       |       |
|                                                                                        |       |                                                                                              |       |       |
|                                                                                        |       |                                                                                              |       |       |
|                                                                                        |       |                                                                                              |       |       |
|                                                                                        |       |                                                                                              |       |       |

| 6 сентября 2011 13:00 MSK отчёт | Локомотив | 3 : 1 (25:16, 22:25, 25:13, 25:23) | Югра-Самотлор | СК "Премьер-Арена", Сургут |

| Отчёт                                                                                | Отчёт | Отчёт                                                                       | Отчёт | Отчёт |
| ------------------------------------------------------------------------------------ | ----- | --------------------------------------------------------------------------- | ----- | ----- |
|                                                                                      |       |                                                                             |       |       |
|                                                                                      |       |                                                                             |       |       |
|                                                                                      |       |                                                                             |       |       |
| Дубровин (15) Жилин (13) Воронков (12) Ащев (11) Санчес (10) Вольвич (8) Зубков (1). |       | Чуйкин (19) Савин (19) Чернадев (9) Тупчий (7) Степанов (3) Андриевский (2) |       |       |
|                                                                                      |       |                                                                             |       |       |
|                                                                                      |       |                                                                             |       |       |
|                                                                                      |       |                                                                             |       |       |
|                                                                                      |       |                                                                             |       |       |
|                                                                                      |       |                                                                             |       |       |

| 7 сентября 2011 13:00 MSK отчёт | Локомотив | 3 : 2 (25:14, 21:25, 25:17, 21:25, 15:12) | Тюмень | СК "Премьер-Арена", Сургут |

| Отчёт                                                                               | Отчёт | Отчёт                                                                       | Отчёт | Отчёт |
| ----------------------------------------------------------------------------------- | ----- | --------------------------------------------------------------------------- | ----- | ----- |
|                                                                                     |       |                                                                             |       |       |
|                                                                                     |       |                                                                             |       |       |
|                                                                                     |       |                                                                             |       |       |
| Санчес (29) Дубровин (15) Жилин (14) Вольвич (11) Воронков (9) Ащев (3) Зубков (3). |       | Голованов (20) Спилев (18) Мастюк (9) Тимофеев (8) Шестак (5) Байнякшин (3) |       |       |
|                                                                                     |       |                                                                             |       |       |
|                                                                                     |       |                                                                             |       |       |
|                                                                                     |       |                                                                             |       |       |
|                                                                                     |       |                                                                             |       |       |
|                                                                                     |       |                                                                             |       |       |

| 16 сентября 2011 15:00 MSK отчёт | Локомотив | 3 : 0 (25:21, 25:22, 25:19) | Енисей-Дорожник | СКК "Север", Новосибирск |

| Отчёт                                                                             | Отчёт | Отчёт | Отчёт | Отчёт |
| --------------------------------------------------------------------------------- | ----- | --- | ----- | ----- |
|                                                                                   |       | |       |       |
|                                                                                   |       | |       |       |
|                                                                                   |       | |       |       |
| Дубровин (15) Воронков (12) Жилин (9) Ащев (7) Зубков (5) Кривец (5) Вольвич (1). |       | Поляков (13) Люстровой (9) Милков (6) Андрианов (5) Анкудович (5) Соснин (4) Багрей (2) Червяков (1) Сухарев (1) |       |       |
|                                                                                   |       | |       |       |
|                                                                                   |       | |       |       |
|                                                                                   |       | |       |       |
|                                                                                   |       | |       |       |
|                                                                                   |       | |       |       |

| 17 сентября 2011 15:00 MSK отчёт | Локомотив | 3 : 1 (25:12, 25:23, 22:25, 25:18) | Газпром-Югра | СКК "Север", Новосибирск |

| Отчёт                                                                                         | Отчёт | Отчёт                                                                                    | Отчёт | Отчёт |
| --------------------------------------------------------------------------------------------- | ----- | ---------------------------------------------------------------------------------------- | ----- | ----- |
|                                                                                               |       |                                                                                          |       |       |
|                                                                                               |       |                                                                                          |       |       |
|                                                                                               |       |                                                                                          |       |       |
| Санчес (20) Воронков (17) Дубровин (16) Жилин (10) Ащев (5) Кривец (3) Зубков (2) Осипов (2). |       | Мысин (14) Леонтьев (11) Бестужев (9) Проскурня (6) Ершов (5) Родичев (5) Хабибуллин (2) |       |       |
|                                                                                               |       |                                                                                          |       |       |
|                                                                                               |       |                                                                                          |       |       |
|                                                                                               |       |                                                                                          |       |       |
|                                                                                               |       |                                                                                          |       |       |
|                                                                                               |       |                                                                                          |       |       |

| 18 сентября 2011 15:00 MSK отчёт | Локомотив | 3 : 0 (25:12, 25:22, 25:21) | Кузбасс | СКК "Север", Новосибирск |

| Отчёт                                                              | Отчёт | Отчёт                                                                                           | Отчёт | Отчёт |
| ------------------------------------------------------------------ | ----- | ----------------------------------------------------------------------------------------------- | ----- | ----- |
|                                                                    |       |                                                                                                 |       |       |
|                                                                    |       |                                                                                                 |       |       |
|                                                                    |       |                                                                                                 |       |       |
| Санчес (21) Дубровин (11) Ащев (6) Кривец (6) Жилин (5) Зубков (3) |       | Мороз (7) Порошин (7) Щербаков (6) Тарасов (5) Красноперов (3) Хрищук (3) Ушаков (2) Бардок (1) |       |       |
|                                                                    |       |                                                                                                 |       |       |
|                                                                    |       |                                                                                                 |       |       |
|                                                                    |       |                                                                                                 |       |       |
|                                                                    |       |                                                                                                 |       |       |
|                                                                    |       |                                                                                                 |       |       |

| 20 сентября 2011 15:00 MSK отчёт | Локомотив | 3 : 2 (25:18, 24:26, 19:25, 25:21, 15:12) | Югра-Самотлор | СКК "Север", Новосибирск |

| Отчёт                                                                                                  | Отчёт | Отчёт                                                                                  | Отчёт | Отчёт |
| --- | ----- | -------------------------------------------------------------------------------------- | ----- | ----- |
| |       |                                                                                        |       |       |
| |       |                                                                                        |       |       |
| |       |                                                                                        |       |       |
| Санчес (21) Жилин (14) Ащев (9) Дубровин (7) Воронков (6) Кривец (6) Осипов (2) Зубков (1) Вольвич (1) |       | Бабков (20) Савин (18) Чуйкин (14) Степанов (9) Андриевский (7) Налобин (4) Тупчий (2) |       |       |
| |       |                                                                                        |       |       |
| |       |                                                                                        |       |       |
| |       |                                                                                        |       |       |
| |       |                                                                                        |       |       |
| |       |                                                                                        |       |       |

| 21 сентября 2011 15:00 MSK | Локомотив | 3 : 1 (25:13, 25:16, 22:25, 25:12) | Тюмень | СКК "Север", Новосибирск |

| Отчёт                                                                                      | Отчёт | Отчёт                                                                | Отчёт | Отчёт |
| ------------------------------------------------------------------------------------------ | ----- | -------------------------------------------------------------------- | ----- | ----- |
|                                                                                            |       |                                                                      |       |       |
|                                                                                            |       |                                                                      |       |       |
|                                                                                            |       |                                                                      |       |       |
| Кривец (14) Санчес (12) Жилин (10) Воронков (9) Дивиш (9) Дубровин (9) Ащев (7) Зубков (3) |       | Буц (11) Мастюк (9) Тимофеев (8) Шпилев (8) Шестак (5) Голованов (2) |       |       |
|                                                                                            |       |                                                                      |       |       |
|                                                                                            |       |                                                                      |       |       |
|                                                                                            |       |                                                                      |       |       |
|                                                                                            |       |                                                                      |       |       |
|                                                                                            |       |                                                                      |       |       |

| Место | Команда         | И  | В      | П      | Парт    | Очки |
| ----- | --------------- | -- | ------ | ------ | ------- | ---- |
| 1     | Локомотив       | 10 | 9 (2)* | 1      | 28 — 10 | 25   |
| 2     | Кузбасс         | 10 | 7 (1)* | 3      | 21 — 16 | 20   |
| 3     | Газпром-Югра    | 10 | 5 (1)* | 5      | 18 — 19 | 14   |
| 4     | Тюмень          | 10 | 4 (2)* | 6 (2)* | 19 — 24 | 12   |
| 5     | Югра-Самотлор   | 10 | 3      | 7 (3)* | 17 — 22 | 12   |
| 6     | Енисей-Дорожник | 10 | 2      | 8 (1)* | 13 — 25 | 7    |

()* — матчи в которых игрались пять партий

### 2-й групповой турнир
| 11 октября 2011 14:00 MSK отчёт | Локомотив | 3 : 0 (25:22, 25:19, 25:19) | Строитель | СК "Премьер-Арена", Сургут |

| Отчёт                                                                                    | Отчёт | Отчёт                                                                                     | Отчёт | Отчёт |
| ---------------------------------------------------------------------------------------- | ----- | ----------------------------------------------------------------------------------------- | ----- | ----- |
|                                                                                          |       |                                                                                           |       |       |
|                                                                                          |       |                                                                                           |       |       |
|                                                                                          |       |                                                                                           |       |       |
| Воронков (14) Дивиш (9) Ащев (9) Бирюков (8) Кривец (6) Бутько (5) Жилин (1) Голубев (л) |       | Авдоченко (12) Бусел (9) Радюк (8) Удрис (7) Стелич (6) Окулич (4) Петров (1) Лихорад (л) |       |       |
|                                                                                          |       |                                                                                           |       |       |
|                                                                                          |       |                                                                                           |       |       |
|                                                                                          |       |                                                                                           |       |       |
|                                                                                          |       |                                                                                           |       |       |
|                                                                                          |       |                                                                                           |       |       |

| 12 октября 2011 14:00 MSK отчёт | Белогорье | 0 : 3 (19:25, 26:28, 23:25) | Локомотив | СК "Премьер-Арена", Сургут |

| Отчёт | Отчёт | Отчёт                                                                                       | Отчёт | Отчёт |
| --- | ----- | ------------------------------------------------------------------------------------------- | ----- | ----- |
| |       |                                                                                             |       |       |
| |       |                                                                                             |       |       |
| |       |                                                                                             |       |       |
| Хтей (11) Тетюхин (10) Жигалов (9) Мусэрский (9) Раймейкерс (3) Хамутцких (2) Колодинский (1) Ермаков (л) |       | Дивиш (14) Бирюков (14) Воронков (11) Кривец (10) Ащев (4) Бутько (4) Жилин (2) Голубев (л) |       |       |
| |       |                                                                                             |       |       |
| |       |                                                                                             |       |       |
| |       |                                                                                             |       |       |
| |       |                                                                                             |       |       |
| |       |                                                                                             |       |       |

| 14 октября 2011 16:00 MSK отчёт | Локомотив | 3 : 1 (25:27, 25:22, 25:22, 25:13) | Газпром-Югра | СК "Премьер-Арена", Сургут |

| Отчёт | Отчёт | Отчёт | Отчёт | Отчёт |
| --- | ----- | --- | ----- | ----- |
| |       | |       |       |
| |       | |       |       |
| |       | |       |       |
| Воронков (22) Дивиш (16) Бирюков (11) Ащев (9) Вольвич (4) Бутько (3) Кривец (2) Голубев (л) Сиденко (л) |       | Мысин (20) Родичев (17) Тодоров (12) Бестужев (8) Проскурня (6) Хабибуллин (3) Кобзарь (1) Мартынюк (л) Гущин (л) |       |       |
| |       | |       |       |
| |       | |       |       |
| |       | |       |       |
| |       | |       |       |
| |       | |       |       |

| 15 октября 2011 14:00 MSK отчёт | Локомотив-Изумруд | 0 : 3 (13:25, 12:25, 29:31) | Локомотив | СК "Премьер-Арена", Сургут Зрителей: 50 |

| Отчёт                                                                                      | Отчёт | Отчёт | Отчёт | Отчёт |
| ------------------------------------------------------------------------------------------ | ----- | --- | ----- | ----- |
|                                                                                            |       | |       |       |
|                                                                                            |       | |       |       |
|                                                                                            |       | |       |       |
| Деев (12) Терёшин (8) Ткачёв (5) Смоляр (4) Егоров (4) Багрей (2) Пархомчук (1) Шишкин (л) |       | Воронков (13) Кривец (10) Дубровин (9) Жилин (8) Бирюков (7) Дивиш (5) Вольвич (5) Бутько (4) Ащев (3) Зубков (2) Голубев (л) Сиденко (л) |       |       |
|                                                                                            |       | |       |       |
|                                                                                            |       | |       |       |
|                                                                                            |       | |       |       |
|                                                                                            |       | |       |       |
|                                                                                            |       | |       |       |

| Место | Команда           | И | В     | П     | Парт   | Очки |
| ----- | ----------------- | - | ----- | ----- | ------ | ---- |
| 1     | Локомотив         | 4 | 4     | 0     | 12 - 1 | 12   |
| 2     | Белогорье         | 4 | 3     | 1     | 9 - 4  | 9    |
| 3     | Газпром-Югра      | 4 | 1     | 3 (1) | 7 - 10 | 4    |
| 4     | Локомотив-Изумруд | 4 | 1     | 3     | 4 - 10 | 3    |
| 5     | Строитель         | 4 | 1 (1) | 3     | 4 - 11 | 2    |

### 1/4 финала
| 25 декабря 2011 19:00 MSK отчёт | Локомотив | 3 : 2 (25:17, 20:25, 22:25, 25:17, 15:11) | Факел | Центр волейбола «Санкт-Петербург», Казань |

| Отчёт | Отчёт | Отчёт | Отчёт | Отчёт |
| --- | ----- | --- | ----- | ----- |
| |       | |       |       |
| |       | |       |       |
| |       | |       |       |
| Санчес (22) Дивиш (18) Бирюков (13) Вольвич (12) Ащев (7) Бутько (5) Воронков (1) Голубев (л) Зубков (0) Дубровин (0) Жилин (0) |       | Бакун (28) Пантелеймоненко (14) Абросимов (12) Асташенков (9) Красиков (8) Макаров (2) Янич (1) Соколов (л) |       |       |
| |       | |       |       |
| |       | |       |       |
| |       | |       |       |
| |       | |       |       |
| |       | |       |       |

| Локомотив |                         | Факел |
| --------- | ----------------------- | ----- |
| 9         | Подача (очки)           | 4     |
| 56        | Атака (очки)            | 56    |
| 13        | Блок (очки)             | 14    |
| 28        | Ошибки соперника (очки) | 40    |

### Полуфинал
| 27 декабря 2011 19:00 MSK | Локомотив | 3 : 0 (25:14, 25:17, 15:21) | Белогорье | Центр волейбола «Санкт-Петербург», Казань |

| Отчёт                                                                                       | Отчёт | Отчёт | Отчёт | Отчёт |
| ------------------------------------------------------------------------------------------- | ----- | --- | ----- | ----- |
|                                                                                             |       | |       |       |
|                                                                                             |       | |       |       |
|                                                                                             |       | |       |       |
| Санчес (12) Вольвич (12) Дивиш (9) Бирюков (9) Ащев (4) Бутько (2) Воронков (1) Голубев (л) |       | Егорчев (9) Жигалов (8) Ильиных (6) Фомин (4) Тетюхин (4) Раймейкерс (3) Сычев (2) Хамутцких (1) Косарев (1) Колодинский (1) Ермаков (л) |       |       |
|                                                                                             |       | |       |       |
|                                                                                             |       | |       |       |
|                                                                                             |       | |       |       |
|                                                                                             |       | |       |       |
|                                                                                             |       | |       |       |

| Локомотив |                         | Белогорье |
| --------- | ----------------------- | --------- |
| 3         | Подача (очки)           | 3         |
| 35        | Атака (очки)            | 29        |
| 11        | Блок (очки)             | 7         |
| 16        | Ошибки соперника (очки) | 29        |

### ФИНАЛ
| 28 декабря 2011 19:00 MSK | \| «Кузбасс» \| 0:3 отчёт \| «Локомотив» \| \| Павел Мороз (28) Самуэль Туиа (8) Бьёрн Андрэ (5) Константин Порошин (4) Андрей Краснопёров (3) Константин Ушаков (2) Михаил Щербаков (1) Вячеслав Махортов (1) Алексей Бардок (1) Вячеслав Тарасов (1) Евгений Хрищук (0) Евгений Галатов (л) \| Голы \| Майкл Санчес (19) Лукаш Дивиш (8) Артём Вольвич (6) Илья Жилин (5) Андрей Ащев (4) Денис Бирюков (4) Александр Бутько (2) Андрей Зубков (2) Антон Дубровин (1) Филипп Воронков (0) Валентин Голубев (л) \| | Казань Центр волейбола «Санкт-Петербург» Зрителей: 800 |
| Счёт по партиям — 20:25, 22:25, 20:25. Время матча — 1 час 15 минут. | | |
| СМИ: «Локомотив» из Новосибирска сохранил Кубок России // Спорт-Экспресс | | |
| «Кузбасс» | 0:3 отчёт | «Локомотив» |
| Павел Мороз (28) Самуэль Туиа (8) Бьёрн Андрэ (5) Константин Порошин (4) Андрей Краснопёров (3) Константин Ушаков (2) Михаил Щербаков (1) Вячеслав Махортов (1) Алексей Бардок (1) Вячеслав Тарасов (1) Евгений Хрищук (0) Евгений Галатов (л) | Голы | Майкл Санчес (19) Лукаш Дивиш (8) Артём Вольвич (6) Илья Жилин (5) Андрей Ащев (4) Денис Бирюков (4) Александр Бутько (2) Андрей Зубков (2) Антон Дубровин (1) Филипп Воронков (0) Валентин Голубев (л) |

| Кузбасс |                         | Локомотив |
| ------- | ----------------------- | --------- |
| 5       | Подача (очки)           | 5         |
| 32      | Атака (очки)            | 32        |
| 4       | Блок (очки)             | 14        |
| 21      | Ошибки соперника (очки) | 24        |

## Кубок Сибири и Дальнего Востока
Финал Кубка Сибири и Дальнего Востока проходил в Кемерово с 21 по 27 ноября 2011 года, за почетный трофей боролось восемь команд. Обладателем Кубка стал "Локомотив".

### Группа "А"
21 ноября
Локомотив - СДЮШОР-Локомотив - 3 : 0 (25:17, 25:16, 25:14)
Кузбасс - Югра-Самотлор - 1 : 3 (25:23, 17:25, 26:28, 28:30)
22 ноября
Кузбасс - Локомотив - 3 : 0 (25:18, 26:24, 25:17)
СДЮШОР-Локомотив - Югра-Самотлор - 1 : 3 (20:25, 20:25, 25:21, 18:25)
23 ноября
Кузбасс - СДЮШОР-Локомотив - 3 : 0 (25:13, 25:22, 25:16)
Югра-Самотлор - Локомотив - 0 : 3 (18:25, 19:25, 15:25)
| Место | Команда          | И | В | П | Парт  | Очки |
| ----- | ---------------- | - | - | - | ----- | ---- |
| 1     | Кузбасс          | 3 | 2 | 1 | 7 - 3 | 5    |
| 2     | Локомотив        | 3 | 2 | 1 | 6 - 3 | 5    |
| 3     | Югра-Самотлор    | 3 | 2 | 1 | 6 - 5 | 5    |
| 4     | СДЮШОР-Локомотив | 3 | 0 | 3 | 1 - 9 | 3    |

### Плей-офф
25 - 27 ноября 2011 года

#### 1/4 финала
СДЮШОР-Локомотив - Газпром-Югра - 1 : 3 (25:20, 21:25, 23:25, 16:25)
Локомотив - Енисей - 3 : 0 (25:18, 25:19, 25:15)

#### Полуфинал
Газпром-Югра - Локомотив - 1 : 3 (23:25, 25:22, 23:25, 23:25)
за 5-8-е места
СДЮШОР-Локомотив - Енисей - 2 : 3 (26:24, 15:25, 23:25, 25:16, 12:15)
за 7-е место
СДЮШОР-Локомотив - Тюмень - 1:3 (21:25, 25:20, 23:25, 21:25)

#### ФИНАЛ
| 27 ноября 2011 года 16:00 MSK Отчёт | Локомотив | 3 : 1 (25:23, 27:25, 24:26, 25:22) | Факел | СК «Горняк», Кемерово |

| Отчёт | Отчёт | Отчёт                                                                                                 | Отчёт | Отчёт |
| --- | ----- | --- | ----- | ----- |
| |       | |       |       |
| |       | |       |       |
| |       | |       |       |
| Санчес (35) Дубровин (12) Жилин (11) Ащев (4) Зубков (4) Вольвич (3) Голубев (л) Воронков (0) Красильников (0) |       | Бакун (28) Пантелеймоненко (12) Крицкий (8) Янич (7) Абросимов (6) Игнатьев (3) Титич (1) Липезин (л) |       |       |
| |       | |       |       |
| |       | |       |       |
| |       | |       |       |
| |       | |       |       |
| |       | |       |       |

## Лига чемпионов

### Групповой турнир
1 тур
| 20 октября 2011 года 22:30 MSK отчёт | Любе Банка Марче | 3 : 1 (19:25, 25:21, 25:21, 25:22) | Локомотив | «Palasport Fontescodella», Мачерата Зрителей: 1725 |

| Отчёт | Отчёт | Отчёт | Отчёт | Отчёт |
| --- | ----- | --- | ----- | ----- |
| |       | |       |       |
| |       | |       |       |
| |       | |       |       |
| Омрсен (23) Станкович (12) Пароди (11) Ковар (10) Подрасканин (6) Савани (4) Травица (3) Паенк (1) Эксига (л) |       | Дивиш (12) Воронков (11) Ащев (10) Бирюков (9) Миллар (9) Бутько (3) Дубровин (2) Кривец (0) Жилин (0) Голубев (л) |       |       |
| |       | |       |       |
| |       | |       |       |
| |       | |       |       |
| |       | |       |       |
| |       | |       |       |

Время матча — 1 час 46 минут.
| Любе |               | Локомотив |
| ---- | ------------- | --------- |
| 8    | Подача (очки) | 6         |
| 51   | Атака (очки)  | 42        |
| 11   | Блок (очки)   | 8         |

2 тур
| 26 октября 2011 года 16:00 MSK отчёт | Локомотив | 3 : 0 (25:19, 25:19, 25:20) | Хипо Тироль | СКК «Север», Новосибирск Зрителей: 1920 |

| Отчёт                                                                                                   | Отчёт | Отчёт | Отчёт | Отчёт |
| --- | ----- | --- | ----- | ----- |
| |       | |       |       |
| |       | |       |       |
| |       | |       |       |
| Бирюков (15) Воронков (12) Дивиш (10) Ащев (8) Кривец (6) Бутько (4) Жилин (1) Дубровин (0) Голубев (л) |       | Хритинский (15) Арвидас (7) Бергер (6) Педро Энрике (5) Концал (3) Родриго (2) Гаван (1) Бофф (1) Лор (л) |       |       |
| |       | |       |       |
| |       | |       |       |
| |       | |       |       |
| |       | |       |       |
| |       | |       |       |

| Локомотив |               | Хипо |
| --------- | ------------- | ---- |
| 4         | Подача (очки) | 6    |
| 42        | Атака (очки)  | 33   |
| 10        | Блок (очки)   | 1    |

3 тур
| 13 декабря 2011 года 21:30 MSK отчёт | Фенербахче | 0 : 3 (20:25, 21:25, 23:25) | Локомотив | «TVF Burhan Felek Sport Hall», Стамбул |

| Отчёт                                                                                        | Отчёт | Отчёт                                                                                                   | Отчёт | Отчёт |
| -------------------------------------------------------------------------------------------- | ----- | --- | ----- | ----- |
|                                                                                              |       | |       |       |
|                                                                                              |       | |       |       |
|                                                                                              |       | |       |       |
| Милькович (15) Маршалл (10) Ческович (7) Батур (7) Кайхан (4) Экси (3) Мезгити (2) Килик (л) |       | Санчес (22) Миллар (10) Дивиш (10) Ащев (8) Бирюков (6) Бутько (3) Воронков (0) Голубев (л) Сиденко (л) |       |       |
|                                                                                              |       | |       |       |
|                                                                                              |       | |       |       |
|                                                                                              |       | |       |       |
|                                                                                              |       | |       |       |
|                                                                                              |       | |       |       |

| Фенербахче |               | Локомотив |
| ---------- | ------------- | --------- |
| 3          | Подача (очки) | 2         |
| 41         | Атака (очки)  | 47        |
| 4          | Блок (очки)   | 10        |

4 тур
| 21 декабря 2011 года 16:00 MSK отчёт | Локомотив | 3 : 0 (25:17, 25:18, 25:20) | Фенербахче | СКК «Север», Новосибирск |

| Отчёт                                                                                        | Отчёт | Отчёт                                                               | Отчёт | Отчёт |
| -------------------------------------------------------------------------------------------- | ----- | ------------------------------------------------------------------- | ----- | ----- |
|                                                                                              |       |                                                                     |       |       |
|                                                                                              |       |                                                                     |       |       |
|                                                                                              |       |                                                                     |       |       |
| Дивиш (12) Миллар (11) Санчес (10) Бирюков (10) Ащев (5) Бутько (3) Воронков (0) Голубев (л) |       | Батур (14) Маршалл (13) Ческович (5) Экси (2) Мезгити (2) Килик (л) |       |       |
|                                                                                              |       |                                                                     |       |       |
|                                                                                              |       |                                                                     |       |       |
|                                                                                              |       |                                                                     |       |       |
|                                                                                              |       |                                                                     |       |       |
|                                                                                              |       |                                                                     |       |       |

| Локомотив |               | Фенербахче |
| --------- | ------------- | ---------- |
| 4         | Подача (очки) | 2          |
| 37        | Атака (очки)  | 31         |
| 10        | Блок (очки)   | 3          |

5 тур
| 12 января 2012 года 23:25 MSK отчёт | Хипо Тироль | 2 : 3 (15:25, 25:22, 25:21, 19:25, 13:15) | Локомотив | Die Innsbrucker «USI- Halle», Инсбрук Зрителей: 550 |

| Отчёт | Отчёт | Отчёт | Отчёт | Отчёт |
| --- | ----- | --- | ----- | ----- |
| |       | |       |       |
| |       | |       |       |
| |       | |       |       |
| Бергер (16) Хритинский (15) Арвидас (9) Гаван (9) Бофф (5) Педро Энрике (4) Карлетти (4) Цеброн (3) Родриго (2) Лауре (л) |       | Бирюков (24) Санчес (17) Ащев (9) Дивиш (8) Вольвич (8) Миллар (4) Жилин (4) Бутько (3) Дубровин (3) Воронков (2) Зубков (0) Голубев (л) |       |       |
| |       | |       |       |
| |       | |       |       |
| |       | |       |       |
| |       | |       |       |
| |       | |       |       |

| Хипо |               | Локомотив |
| ---- | ------------- | --------- |
| 3    | Подача (очки) | 4         |
| 54   | Атака (очки)  | 57        |
| 10   | Блок (очки)   | 22        |

6 тур
| 18 января 2012 года 16:00 MSK отчёт | Локомотив | 3 : 1 (25:21, 32:30, 28:30, 25:17) | Любе Банка Марче | СКК «Север», Новосибирск Зрителей: 2300 |

| Отчёт                                                                                                  | Отчёт | Отчёт                                                                                              | Отчёт | Отчёт |
| --- | ----- | -------------------------------------------------------------------------------------------------- | ----- | ----- |
| |       | |       |       |
| |       | |       |       |
| |       | |       |       |
| Санчес (27) Бирюков (23) Миллар (11) Дивиш (11) Ащев (6) Бутько (3) Воронков (0) Жилин (0) Голубев (л) |       | Подрасканин (21) Савани (18) Ван Вале (13) Пароди (12) Паенк (10) Ковар (3) Травица (3) Эксига (л) |       |       |
| |       | |       |       |
| |       | |       |       |
| |       | |       |       |
| |       | |       |       |
| |       | |       |       |

| Локомотив |               | Любе |
| --------- | ------------- | ---- |
| 7         | Подача (очки) | 4    |
| 58        | Атака (очки)  | 66   |
| 16        | Блок (очки)   | 10   |

Таблица группы "Е"
| Место | Команда          | И | В     | П     | Парт   | Очки |
| ----- | ---------------- | - | ----- | ----- | ------ | ---- |
| 1     | Локомотив        | 6 | 5 (1) | 1     | 16 - 6 | 14   |
| 2     | Любе Банка Марче | 5 | 4 (1) | 2 (1) | 15 - 9 | 13   |
| 3     | Фенербахче       | 6 | 3 (1) | 3     | 9 - 12 | 8    |
| 4     | Хипо Тироль      | 6 | 0     | 6 (1) | 5 - 18 | 1    |

### Плей-офф 12
Первый матч
| 1 февраля 2012 года 23:30 MSK отчёт | Дженерали Хахинг | 1 : 3 (19:25, 25:20, 16:25, 23:25) | Локомотив | «Sportzentrum am Utzweg», Унтерхахинг Зрителей: 1518 |

| Отчёт | Отчёт | Отчёт | Отчёт | Отчёт |
| --- | ----- | --- | ----- | ----- |
| |       | |       |       |
| |       | |       |       |
| |       | |       |       |
| Дюннес (18) Шафранович (12) Гюнтор (10) Калиберда (9) Седеньо (8) Складаный (3) Хупка (2) Хирш (1) Прюснер (л) |       | Санчес (19) Дивиш (15) Бирюков (11) Ащев (8) Миллар (8) Бутько (3) Зубков (0) Воронков (0) Жилин (0) Голубев (л) |       |       |
| |       | |       |       |
| |       | |       |       |
| |       | |       |       |
| |       | |       |       |
| |       | |       |       |

| Унтер |               | Локомотив |
| ----- | ------------- | --------- |
| 4     | Подача (очки) | 2         |
| 53    | Атака (очки)  | 47        |
| 6     | Блок (очки)   | 15        |

Второй матч
| 8 февраля 2012 года 16:00 MSK отчёт | Локомотив | 3 : 0 (25:19, 25:19, 25:16) | Дженерали Хахинг | СКК «Север», Новосибирск Зрителей: 2400 |

| Отчёт                                                                                                | Отчёт | Отчёт                                                                                                   | Отчёт | Отчёт |
| --- | ----- | --- | ----- | ----- |
| |       | |       |       |
| |       | |       |       |
| |       | |       |       |
| Бирюков (17) Санчес (16) Дивиш (7) Ащев (6) Миллар (5) Бутько (3) Воронков (1) Жилин (1) Голубев (л) |       | Хупка (9) Шафранович (9) Хирш (8) Гюнтор (6) Оливейра Карвальо (5) Ден Бур (1) Фридрих (1) Стронбах (л) |       |       |
| |       | |       |       |
| |       | |       |       |
| |       | |       |       |
| |       | |       |       |
| |       | |       |       |

| Локомотив |               | Унтер |
| --------- | ------------- | ----- |
| 7         | Подача (очки) | 5     |
| 41        | Атака (очки)  | 29    |
| 8         | Блок (очки)   | 5     |

### Плей-офф 6
Первый матч
| 21 февраля 2012 года 16:00 MSK отчёт | Локомотив | 3 : 0 (25:22, 25:21, 25:23) | Аркасспор | СКК «Север», Новосибирск Зрителей: 2500 |

| Отчёт                                                                                  | Отчёт | Отчёт                                                        | Отчёт | Отчёт |
| -------------------------------------------------------------------------------------- | ----- | ------------------------------------------------------------ | ----- | ----- |
|                                                                                        |       |                                                              |       |       |
|                                                                                        |       |                                                              |       |       |
|                                                                                        |       |                                                              |       |       |
| Санчес (17) Бирюков (9) Дивиш (9) Ащев (6) Миллар (6) Бутько (5) Жилин (0) Голубев (л) |       | Агамез (19) Субаши (13) Браво (9) Дафф (6) Гок (2) Сахин (л) |       |       |
|                                                                                        |       |                                                              |       |       |
|                                                                                        |       |                                                              |       |       |
|                                                                                        |       |                                                              |       |       |
|                                                                                        |       |                                                              |       |       |
|                                                                                        |       |                                                              |       |       |

| Локомотив |               | Аркасспор |
| --------- | ------------- | --------- |
| 3         | Подача (очки) | 6         |
| 37        | Атака (очки)  | 38        |
| 12        | Блок (очки)   | 5         |

Второй матч
| 1 марта 2012 года 21:00 MSK отчёт | Аркасспор | 3 : 2 (25:27, 18:25, 25:22, 25:23, 16:14) золотой сет - 15:11 | Локомотив | «Halkapinar Sports Hall», Измир Зрителей: 4000 |

| Отчёт                                                                                         | Отчёт | Отчёт                                                                                                   | Отчёт | Отчёт |
| --------------------------------------------------------------------------------------------- | ----- | --- | ----- | ----- |
|                                                                                               |       | |       |       |
|                                                                                               |       | |       |       |
|                                                                                               |       | |       |       |
| Агамез (34) Браво (20) Дафф (6) Гок (5) Перрин (5) Субаши (4) Хаскан (3) Хансен (2) Сахин (л) |       | Бирюков (23) Санчес (20) Миллар (20) Дивиш (11) Ащев (10) Бутько (2) Жилин (1) Воронков (0) Голубев (л) |       |       |
|                                                                                               |       | |       |       |
|                                                                                               |       | |       |       |
|                                                                                               |       | |       |       |
|                                                                                               |       | |       |       |
|                                                                                               |       | |       |       |

| Аркасспор |               | Локомотив |
| --------- | ------------- | --------- |
| 6         | Подача (очки) | 7         |
| 60        | Атака (очки)  | 69        |
| 13        | Блок (очки)   | 11        |

## Состав с начала сезона
| №  | Имя                | Поз          | И  | Очк | Подача | Эф.приём | Атака | Блок | Ошиб | Примечание |
| -- | ------------------ | ------------ | -- | --- | ------ | -------- | ----- | ---- | ---- | ---------- |
| 4  | Артем Вольвич      | Блокирующий  | 19 | 150 | 4      | -        | 102   | 44   | 20   |            |
| 5  | Андрей Ащев        | Блокирующий  | 22 | 188 | 8      | 40%      | 106   | 74   | 20   |            |
| 6  | Райан Миллар       | Блокирующий  |    |     |        |          |       |      |      |            |
| 10 | Александр Кривец   | Блокирующий  | 8  | 43  | 3      | -        | 27    | 13   | 14   |            |
| 1  | Андрей Зубков      | Связующий    | 13 | 3   | 0      | -        | 1     | 2    | 4    |            |
| 12 | Александр Бутько   | Связующий    | 22 | 65  | 11     | -        | 17    | 37   | 42   |            |
| 7  | Филипп Воронков    | Диагональный | 22 | 114 | 20     | -        | 87    | 7    | 37   |            |
| 9  | Майкл Санчес       | Диагональный | 17 | 329 | 20     | -        | 287   | 22   | 122  |            |
| 2  | Лукаш Дивиш        | Доигровщик   | 19 | 198 | 8      | 33%      | 179   | 11   | 80   |            |
| 8  | Денис Бирюков      | Доигровщик   | 22 | 257 | 15     | 19%      | 206   | 36   | 120  |            |
| 11 | Илья Жилин         | Доигровщик   | 20 | 61  | 8      | 24%      | 46    | 7    | 37   |            |
| 15 | Антон Дубровин     | Доигровщик   | 13 | 39  | 3      | 21%      | 32    | 4    | 36   |            |
| 13 | Валентин Голубев   | Либеро       | 21 | 1   | 0      | 31%      | 1     | 0    | 35   |            |
| 19 | Константин Сиденко | Либеро       | 12 | 0   | 0      | 28%      | 0     | 0    | 15   |            |

Генеральный директор — Роман Станиславов
Главный тренер — Андрей Воронков
Тренеры — Никола Джиолито, Сергей Белянский.

## СДЮШОР-Локомотив
Резервисты «Локомотива» выступают в Высшей Лиге «А».

### Основной этап
| Дата     | Место проведения | Команда противника | Счёт                                      |
| -------- | ---------------- | ------------------ | ----------------------------------------- |
| 01.10.11 | В гостях         | Грозный            | 0 : 3 (16:25, 20:25, 22:25)               |
| 02.10.11 | В гостях         | Грозный            | 0 : 3 (21:25, 20:25, 14:25)               |
| 06.10.11 | Дома             | Югра-Самотлор      | 0 : 3 (15:25, 26:28, 16:25)               |
| 07.10.11 | Дома             | Югра-Самотлор      | 2 : 3 (25:23, 25:21, 22:25, 18:25, 9:15)  |
| 22.10.11 | В гостях         | Тюмень             | 2 : 3 (25:23, 21:25, 19:25, 25:22, 9:15). |
| 23.10.11 | В гостях         | Тюмень             | 3 : 1 (26:24, 23:25, 29:27, 25:22)        |
| 29.10.11 | Дома             | МГТУ               | 3 : 1 (25:23, 18:25, 25:23, 25:22)        |
| 30.10.11 | Дома             | МГТУ               | 3 : 1 (15:25, 25:17, 25:18, 25:19)        |
| 05.11.11 | В гостях         | ТНК-BP             | 0 : 3 (24:26, 17:25, 25:27)               |
| 06.11.11 | В гостях         | ТНК-BP             | 1 : 3 (23:25, 20:25, 29:27, 22:25).       |
| 12.11.11 | Дома             | Енисей-Дорожник    | 1 : 3 (15:25, 25:22, 16:22, 25:27)        |
| 13.11.11 | Дома             | Енисей-Дорожник    | 1 : 3 (25:18, 29:31, 21:25, 17:25)        |
| 03.12.11 | В гостях         | НОВА               | 2 : 3 (14:25, 25:19, 25:17, 18:25, 7:15)  |
| 04.12.11 | В гостях         | НОВА               | 1 : 3 (20:25, 21:25, 25:22, 19:25)        |
| 10.12.11 | Дома             | Динамо-ЛО          | 3 : 2 (17:25, 25:22, 25:16, 23:25, 15:10) |
| 11.12.11 | Дома             | Динамо-ЛО          | 1 : 3 (28:26, 20:25, 16:25, 20:25)        |
| 17.12.11 | В гостях         | Динамо-2           | 0 : 3 (14:25, 21:25, 21:25)               |
| 18.12.11 | В гостях         | Динамо-2           | 3 : 1 (25:21, 25:27, 25:20, 25:23)        |
| 24.12.11 | В гостях         | Прикамье           | 0 : 3 (16:25, 19:25, 17:25)               |
| 25.12.11 | В гостях         | Прикамье           | 0 : 3 (28:30, 16:25, 17:25)               |
| 14.01.12 | Дома             | Динамо-Янтарь      | 3 : 2 (22:25, 19:25, 25:18, 25:21, 15:13) |
| 15.01.12 | Дома             | Динамо-Янтарь      | 3 : 1 (25:16, 25:22, 23:25, 25:23)        |
| 21.01.12 | Дома             | Грозный            | 2 : 3 (20:25, 25:21, 25:19, 21:25, 10:15) |
| 22.01.12 | Дома             | Грозный            | 2 : 3 (25:13, 25:21, 22:25, 17:25, 8:15). |
| 28.01.12 | В гостях         | Югра-Самотлор      | 0 : 3 (22:25, 21:25, 15:25)               |
| 29.01.12 | В гостях         | Югра-Самотлор      | 0 : 3 (23:25, 22:25, 26:28)               |
| 04.02.12 | Дома             | Тюмень             | 3 : 1 (25:19, 18:25, 25:20, 26:24)        |
| 05.02.12 | Дома             | Тюмень             | 2 : 3 (20:25, 25:23, 25:19, 14:25, 9:15)  |
| 18.02.12 | В гостях         | МГТУ               | 0 : 3 (22:25, 23:25, 20:25)               |
| 19.02.12 | В гостях         | МГТУ               | 0 : 3 (22:25, 15:25, 21:25)               |
| 25.02.12 | Дома             | ТНК-BP             | 0 : 3 (21:25, 15:25, 20:25)               |
| 26.02.12 | Дома             | ТНК-BP             | 1 : 3 (28:30, 25:15, 23:25, 22:25)        |
| 03.03.12 | В гостях         | Енисей-Дорожник    | 3 : 2 (20:25, 18:25, 27:25, 25:14, 15:12) |
| 04.03.12 | В гостях         | Енисей-Дорожник    | 3 : 0 (25:19, 25:20, 25:19)               |
| 10.03.12 | Дома             | НОВА               | 3 : 2 (26:24, 23:25, 25:21, 15:25 15:10)  |
| 11.03.12 | Дома             | НОВА               | 3 : 1 (25:21, 20:25, 25:23, 25:16)        |
| 24.03.12 | В гостях         | Динамо-ЛО          | 2 : 3 (25:22, 10:25, 25:21, 18:25, 15:17) |
| 25.03.12 | В гостях         | Динамо-ЛО          | 0 : 3 (19:25, 22:25, 25:27)               |
| 31.03.12 | Дома             | Динамо-2           | 3 : 1 (25:17, 24:26, 25:13, 25:19)        |
| 01.04.12 | Дома             | Динамо-2           | 3 : 1 (25:23, 25:23, 18:25, 25:18)        |
| 07.04.12 | Дома             | Прикамье           | 1 : 3 (25:23, 18:25, 23:27, 31:33)        |
| 08.04.12 | Дома             | Прикамье           | 3 : 2 (17:25, 17:25, 25:23, 25:15, 15:10) |
| 14.04.12 | В гостях         | Динамо-Янтарь      | 3 : 0 (25:20, 25:19, 25:21)               |
| 15.04.12 | В гостях         | Динамо-Янтарь      | 3 : 1 (16:25, 32:30, 25:17, 25:18)        |

Турнирная таблица
|                                    | И  | В  | П  | 3:0 | 3:1 | 3:2 | 2:3 | 1:3 | 0:3 | С/П    | О   |
| ---------------------------------- | -- | -- | -- | --- | --- | --- | --- | --- | --- | ------ | --- |
| 1. «Прикамье» (Пермь)              | 44 | 34 | 10 | 16  | 12  | 6   | 5   | 2   | 3   | 114:54 | 101 |
| 2. «Грозный»                       | 44 | 37 | 7  | 16  | 7   | 14  | 1   | 3   | 3   | 116:56 | 98  |
| 3. «Югра-Самотлор» (Нижневартовск) | 44 | 31 | 13 | 14  | 10  | 7   | 5   | 5   | 3   | 108:63 | 91  |
| 4. «Динамо-ЛО» (Сосновый Бор)      | 44 | 28 | 16 | 11  | 7   | 10  | 7   | 5   | 4   | 103:75 | 81  |
| 5. «Енисей» (Красноярск)           | 44 | 24 | 20 | 11  | 9   | 4   | 7   | 7   | 6   | 93:77  | 75  |
| 6. ТНК-BP (Оренбург)               | 44 | 22 | 22 | 7   | 11  | 4   | 10  | 5   | 7   | 91:85  | 72  |
| 7. МГТУ (Москва)                   | 44 | 19 | 25 | 9   | 6   | 4   | 6   | 7   | 12  | 76:89  | 59  |
| 8. «Тюмень»                        | 44 | 18 | 26 | 6   | 4   | 8   | 8   | 8   | 10  | 78:98  | 54  |
| 9. НОВА (Новокуйбышевск)           | 44 | 18 | 26 | 7   | 6   | 5   | 5   | 10  | 11  | 74:94  | 54  |
| 10. СДЮШОР (Новосибирск)           | 44 | 17 | 27 | 2   | 10  | 5   | 7   | 7   | 13  | 72:101 | 53  |
| 11. «Динамо»-2 (Москва)            | 44 | 9  | 35 | 5   | 2   | 2   | 7   | 11  | 17  | 52:111 | 32  |
| 12. «Динамо-Янтарь» (Калининград)  | 44 | 7  | 37 | 3   | 1   | 3   | 4   | 15  | 18  | 44:118 | 22  |

### Состав СДЮШОР
| Имя                 | Поз          | Год рождения |
| ------------------- | ------------ | ------------ |
| Алексей Кобилев     | Доигровщик   | 1994         |
| Максим Куликов      | Блокирующий  | 1992         |
| Константин Гаврилов | Диагональный | 1993         |
| Роман Жось          | Пасующий     | 1995         |
| Богдан Гливенко     | Диагональный | 1992         |
| Иван Валеев         | Доигровщик   | 1991         |
| Валентин Голубев    | Либеро       | 1992         |
| Иван Комаров        | Доигровщик   | 1992         |
| Александр Ткачев    | Блокирующий  | 1991         |
| Алексей Тертышников | Доигровщик   | 1993         |
| Филипп Мокиевский   | Блокирующий  | 1992         |
| Павел Таюрский      | Доигровщик   | 1991         |
| Илья Петрушов       | Либеро       | 1994         |
| Никита Аксютин      | Доигровщик   | 1994         |
| Константин Осипов   | Пасующий     | 1992         |

Главный тренер — Андрей Кукушкин